# بالنارینگ، ویکتوریا
بالنارینگ (به انگلیسی: Balnarring) یک شهرک در استرالیا است که در ویکتوریا (استرالیا) واقع شده‌است. این شهرک در جنوب شرقی مونینگتون در مابین شبه جزیره هاستینگز و فلیندر واقع است. این شهرک در منطقه محلی شبه جزیره مورنینگ قرار دارد.

## جستارهای وابسته

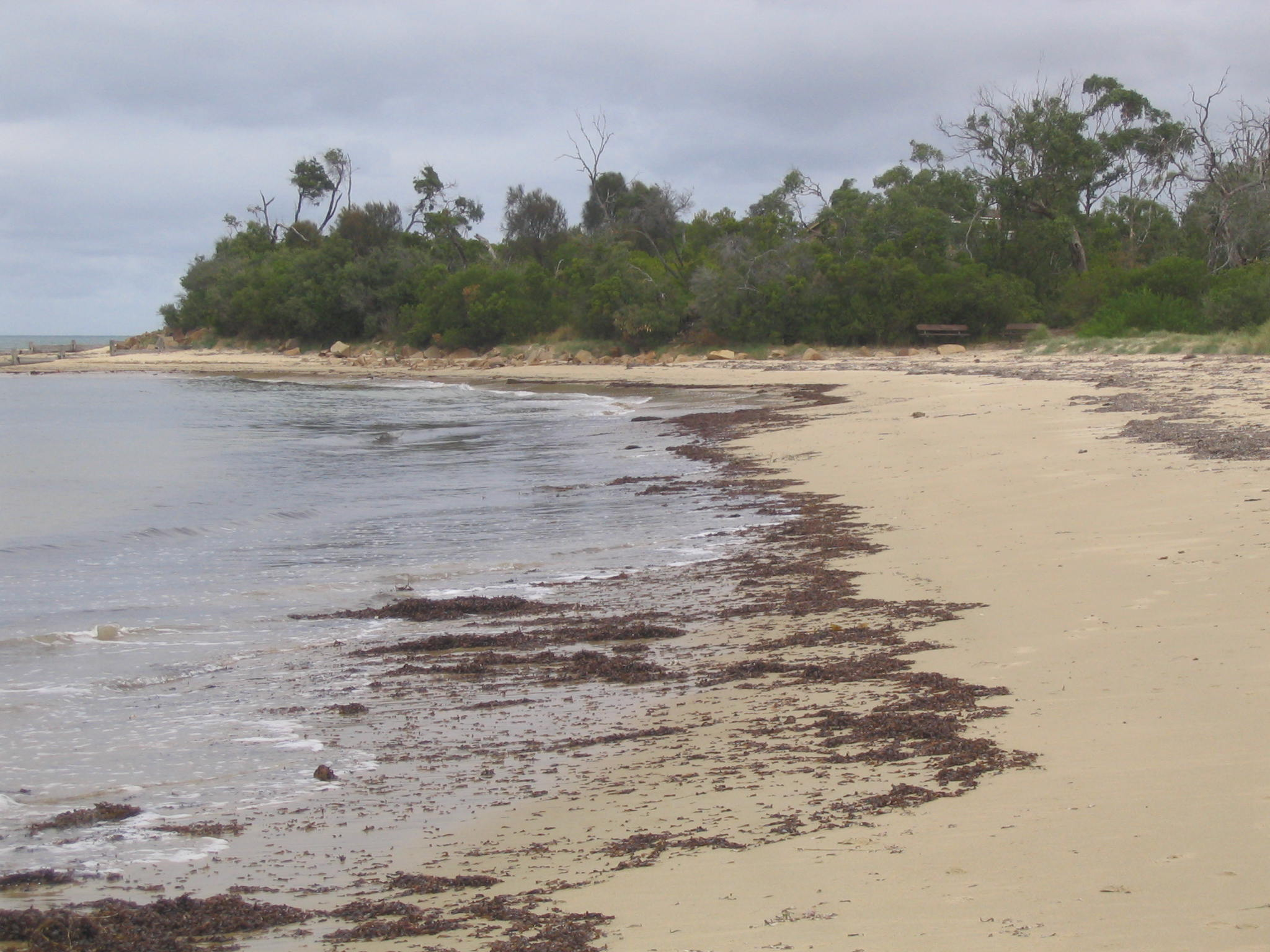
ساحل بالنارینگ